# 샘 허배토이
샘 허배토이(Sam Havadtoy, 본명은 새뮤얼 허배토이(Samuel Havadtoy), 1952년 8월 4일 ~ )는 영국 태생의 루마니아계 미국인 인테리어 디자이너 겸 설치미술가이며 전위예술가이다.

## 생애
그는 영국 잉글랜드 지방 런던에 거주하던 루마니아인 아버지와 헝가리인 어머니 사이에서 출생하였으며 14세 때인 1966년에야 비로소 영국 시민권을 취득하였고 1971년에는 영국 런던에서 고등학교를 졸업한 후 영국과 헝가리와 유고슬라비아와 미국에서 골동품 판매원으로 일하면서 인테리어 디자인을 오랫동안 독학으로 학습하다가 1978년 미국에서 인테리어 디자이너로서 성공을 하였으며 1981년 6월 21일을 기하여 헝가리 부다페스트에서 19년 연상의 일본 출신 아방가르드 음악가 오노 요코(小野洋子)와 결혼(당시의 오노 요코는 4번째 결혼이었음.)하여 29세라는 제법 이른 나이로 미국 시민권을 취득하였으며 이후 20년간을 미국 뉴욕주 뉴욕 시티에서 계속 결혼 생활을 하면서 설치미술가와 전위예술가로도 활동하다가 2001년 6월 21일, 결혼 20주년을 기하여 오노 요코와 합의 이혼하였으며 이후 독신이다시피 생활하여 현재에 이르고 있다.